# Gunnar Björnstrand
Gunnar Björnstrand (Estocolmo, 13 de novembro de 1909 — Estocolmo, 26 de maio de 1986) foi um ator sueco conhecido pelos seus trabalhos com o diretor/escritor Ingmar Bergman. Atuou em mais de 180 filmes.

Björnstrand foi um ator versátil em diferentes estilos, tanto na comédia como no drama. Sua filha Veronica Björnstrand também é atriz.

## Filmografia selecionada
- Hets (1944)
- Chove em nosso amor (1946)
- Quando as mulheres esperam (1948)
- Sonhos de mulheres (1952)
- Noites de circo (1953)
- Uma lição de amor (1954)
- O Sétimo Selo (1957)
- Morangos Silvestres (1957)
- O rosto (1958)
- O olho do diabo (1960)
- O jardim do prazer (1961)
- Através de um Espelho (1961)
- Luz de inverno (1963)
- Persona (1966)
- Vergonha (1968)
- O rito (1969)
- Face a Face (1976)
- Sonata de Outono (1978)
- Fanny and Alexander (1982)